# Tour der australischen Rugby-Union-Nationalmannschaft nach Nordamerika und Frankreich 1993
| Tour der Wallabies nach Nordamerika und Frankreich 1993 | Tour der Wallabies nach Nordamerika und Frankreich 1993 | Tour der Wallabies nach Nordamerika und Frankreich 1993 | Tour der Wallabies nach Nordamerika und Frankreich 1993 | Tour der Wallabies nach Nordamerika und Frankreich 1993 |
| Übersicht                                               | S                                                       | G                                                       | U                                                       | N                                                       |
| ------------------------------------------------------- | ------------------------------------------------------- | ------------------------------------------------------- | ------------------------------------------------------- | ------------------------------------------------------- |
| Test Matches                                            | 03                                                      | 2                                                       | 0                                                       | 1                                                       |
| Sonstige Spiele                                         | 08                                                      | 7                                                       | 0                                                       | 1                                                       |
| Gesamt                                                  | 11                                                      | 9                                                       | 0                                                       | 2                                                       |
|                                                         |                                                         |                                                         |                                                         |                                                         |
| Kanada                                                  | 01                                                      | 1                                                       | 0                                                       | 0                                                       |
| Frankreich                                              | 01                                                      | 1                                                       | 0                                                       | 1                                                       |

Die Tour der australischen Rugby-Union-Nationalmannschaft nach Nordamerika und Frankreich 1993 umfasste eine Reihe von Freundschaftsspielen der Wallabies, der Nationalmannschaft Australiens in der Sportart Rugby Union. Das Team reiste im Oktober und November 1993 durch die Vereinigten Staaten, Kanada und Frankreich, wobei es während dieser Zeit elf Spiele bestritt. Darunter waren ein Test Match gegen die kanadische und zwei Tet Matches gegen die französische Nationalmannschaft. Australien gewann je einmal gegen beide Mannschaften und mussten gegen Frankreich eine Niederlage hinnehmen. In den übrigen Spielen gegen Auswahlteams resultierten sieben Siege und eine Niederlage. Das Spiel gegen die Nationalmannschaft der USA zählte nicht als Test Match. 

## Spielplan
- Hintergrundfarbe grün = Sieg
- Hintergrundfarbe rot = Niederlage

(Test Matches sind grau unterlegt; Ergebnisse aus der Sicht Australiens)
| #  | Datum             | Gegner               | Ort              | Stadion                        | Ergebnis |
| -- | ----------------- | -------------------- | ---------------- | ------------------------------ | -------- |
| 01 | 02. Oktober 1993  | Vereinigte Staaten   | Riverside        |                                | 26:22    |
| 02 | 06. Oktober 1993  | Kanada A             | Calgary          | Kingsland Rugby Park           | 40:3     |
| 03 | 09. Oktober 1993  | Kanada               | Calgary          | Kingsland Rugby Park           | 43:16    |
| 04 | 16. Oktober 1993  | Aquitaine            | Dax              | Stade Maurice-Boyau            | 30:15    |
| 05 | 21. Oktober 1993  | France Sud-Ouest     | Agen             | Stade Armandie                 | 20:19    |
| 06 | 23. Oktober 1993  | Languedoc-Roussillon | Narbonne         | Parc des Sports et de l’Amitié | 35:18    |
| 07 | 26. Oktober 1993  | France Sud-Est       | Grenoble         | Stade Lesdiguières             | 24:23    |
| 08 | 30. Oktober 1993  | Frankreich           | Bordeaux         | Parc Lescure                   | 13:16    |
| 09 | 02. November 1993 | Provence-Litoral     | Toulon           | Stade Mayol                    | 15:21    |
| 10 | 06. November 1993 | Frankreich           | Paris            | Parc des Princes               | 24:3     |
| 11 | 11. November 1993 | Barbarians français  | Clermont-Ferrand | Stade Marcel-Michelin          | 43:26    |

## Test Matches
| 9. Oktober 1993 | Kanada                                          | 16 : 43        | Australien | Kingsland Rugby Park, Calgary Zuschauer: 4.000 Schiedsrichter: Derek Bevan (Wales) |
| 9. Oktober 1993 | Versuche: Jackart Kennedy Straftritte: Graf (2) | (8:23) Bericht |            | Kingsland Rugby Park, Calgary Zuschauer: 4.000 Schiedsrichter: Derek Bevan (Wales) |

Aufstellungen:
- Kanada: Al Charron, Ian Gordon, John Graf, Steve Gray, John Hutchinson, Daniel Jackart, Ian Kennedy, Julian Loveday, Ian MacKay, Colin McKenzie, Scott Stewart, Ian Stuart , Paul Szabo, Chris Whittaker, M. Williams 
 Auswechselspieler: Mark Cardinal
- Australien: David Campese, Tony Daly, Timothy Gavin, Tim Horan, Phil Kearns, Jason Little, Michael Lynagh , Roderick McCall, Ewen McKenzie, Garrick Morgan, Marty Roebuck, Peter Slattery, Damian Smith, Ilivasi Tabua, David Wilson 
 Auswechselspieler: Dan Crowley, David Nucifora

| 30. Oktober 1993 | Frankreich                                                                           | 16 : 13         | Australien                                                 | Parc Lescure, Bordeaux Zuschauer: 35.000 Schiedsrichter: David Bishop (Neuseeland) |
| 30. Oktober 1993 | Versuche: Hueber Erhöhungen: Lacroix Straftritte: Lacroix Dropgoals: Penaud Sadourny | (13:10) Bericht | Versuche: Gavin Erhöhungen: Lynagh Straftritte: Lynagh (2) | Parc Lescure, Bordeaux Zuschauer: 35.000 Schiedsrichter: David Bishop (Neuseeland) |

Aufstellungen:
- Frankreich: Louis Armary, Abdelatif Benazzi, Philippe Benetton, Philippe Bernat-Salles, Marc Cécillon, Jean-Michel Gonzalez, Aubin Hueber, Thierry Lacroix, Olivier Merle, Alain Penaud, Olivier Roumat , Jean-Luc Sadourny, Philippe Saint-André, Laurent Seigne, Philippe Sella
- Australien: Matt Burke, David Campese, Tony Daly, Timothy Gavin, Tim Horan, Phil Kearns, Jason Little, Michael Lynagh , Roderick McCall, Ewen McKenzie, Garrick Morgan, Alistair Murdoch, Peter Slattery, Ilivasi Tabua, David Wilson 
 Auswechselspieler: Michael Brial

| 6. November 1993 | Frankreich           | 3 : 24         | Australien                                                                   | Parc des Princes, Paris Zuschauer: 45.000 Schiedsrichter: David Bishop (Neuseeland) |
| 6. November 1993 | Straftritte: Lacroix | (3:13) Bericht | Versuche: Timothy Gavin Roebuck Erhöhungen: Roebuck Straftritte: Roebuck (4) | Parc des Princes, Paris Zuschauer: 45.000 Schiedsrichter: David Bishop (Neuseeland) |

Aufstellungen:
- Frankreich: Louis Armary, Abdelatif Benazzi, Philippe Benetton, Philippe Bernat-Salles, Marc Cécillon, Jean-Michel Gonzalez, Aubin Hueber, Thierry Lacroix, Olivier Merle, Alain Penaud, Olivier Roumat , Jean-Luc Sadourny, Philippe Saint-André, Laurent Seigne, Philippe Sella 
 Auswechselspieler: Stéphane Graou
- Australien: Michael Brial, David Campese, Tony Daly, Timothy Gavin, Tim Horan, Phil Kearns, Jason Little, Michael Lynagh , Roderick McCall, Ewen McKenzie, Garrick Morgan, Marty Roebuck, Peter Slattery, Damian Smith, David Wilson

## Anmerkung
1. ↑  Nicht als Test Match gewertet.